# Barbara Jo Walker
Barbara Jo Walker Hummel (Memphis, 12 marzo 1926 – Memphis, 7 giugno 2000) è stata una modella statunitense, eletta Miss Memphis ed in seguito Miss America 1947.
È stata l'ultima Miss America ad essere incoronata in costume da bagno, cosa che accadeva sin dal 1936. Da quel momento in avanti tutte le future Miss America saranno incoronata in abito da sera. È stata anche l'ultima Miss America a rappresentare una città e non uno stato.
Nel 1948 si è laureata presso l'Università statale di Memphis ed immediatamente dopo si è sposata con John V. Hummel, con cui nel 1951 ha avuto un figlio, Andrew Hummel, che diventerà un musicista.
È morta a Memphis, nel Tennessee, il 7 giugno 2000 all'età di settantaquattro anni.